# Platyplectrus taprobanes
Platyplectrus taprobanes is een vliesvleugelig insect uit de familie Eulophidae. De wetenschappelijke naam is voor het eerst geldig gepubliceerd in 1945 door Gadd.